# Microkayla katantika
Microkayla katantika is een kikker uit de familie Craugastoridae. De soort komt voor in Bolivia. Microkayla katantika wordt bedreigd door het klimaatverandering